# Johann Martin Graack
Johann Martin Graack (4. november 1816 i Arnæs i Slesvig – 12. januar 1899 i Kiel) var en slesvigsk portrætmaler, litograf og fotograf.
Graack var søn af styrmand Ditlef Lorenz Graack og Anna Christina Jeger. Han lærte at tegne hos maler G. Lorenzen i sin fødeby, senere i malerlære hos samme, og besøgte Kunstakademiet fra oktober 1836 til oktober 1844, hvor han opnåede J.L. Lunds og C.W. Eckersbergs anbefalinger. Han udstillede 6 gange på Charlottenborg Forårsudstilling i tidsrummet 1838-46 (med 19 portrættegninger).
J.M. Graack tegnede i sin ungdom perspektiver fra Sønderjylland, som blev litograferet af J.F. Fritz i Flensborg, men har i øvrigt hovedsagelig udført portrætter. Af hane få malerier kan nævnes et af pastor Iversen (1840, Enge Kirke) og portrætter af lærerne ved Skårup Seminarium Ditlev Petersen, Justus Fr. Andreas Posselt, Carl Simonsen og forstanderen Didrik August Holberg, som nu kun kendes gennem hans litografier.
Han var en søgt portrætlitograf og har bl.a. udført et portræt af Frederik VI (1836), den senere hertug Frederik Christian August af Augustenborg og hertug Carl af Glücksborg foruden af en del embedsmænd, der var knyttede til hertugdømmerne. Han er repræsenteret i Kobberstiksamlingen, Det Kongelige Bibliotek og Frederiksborgmuseet.
Under et ophold i Dresden lærte Graack at fotografere og praktiserede derefter som fotograf i Kiel 1863-1880.